# Grönsöö turistväg

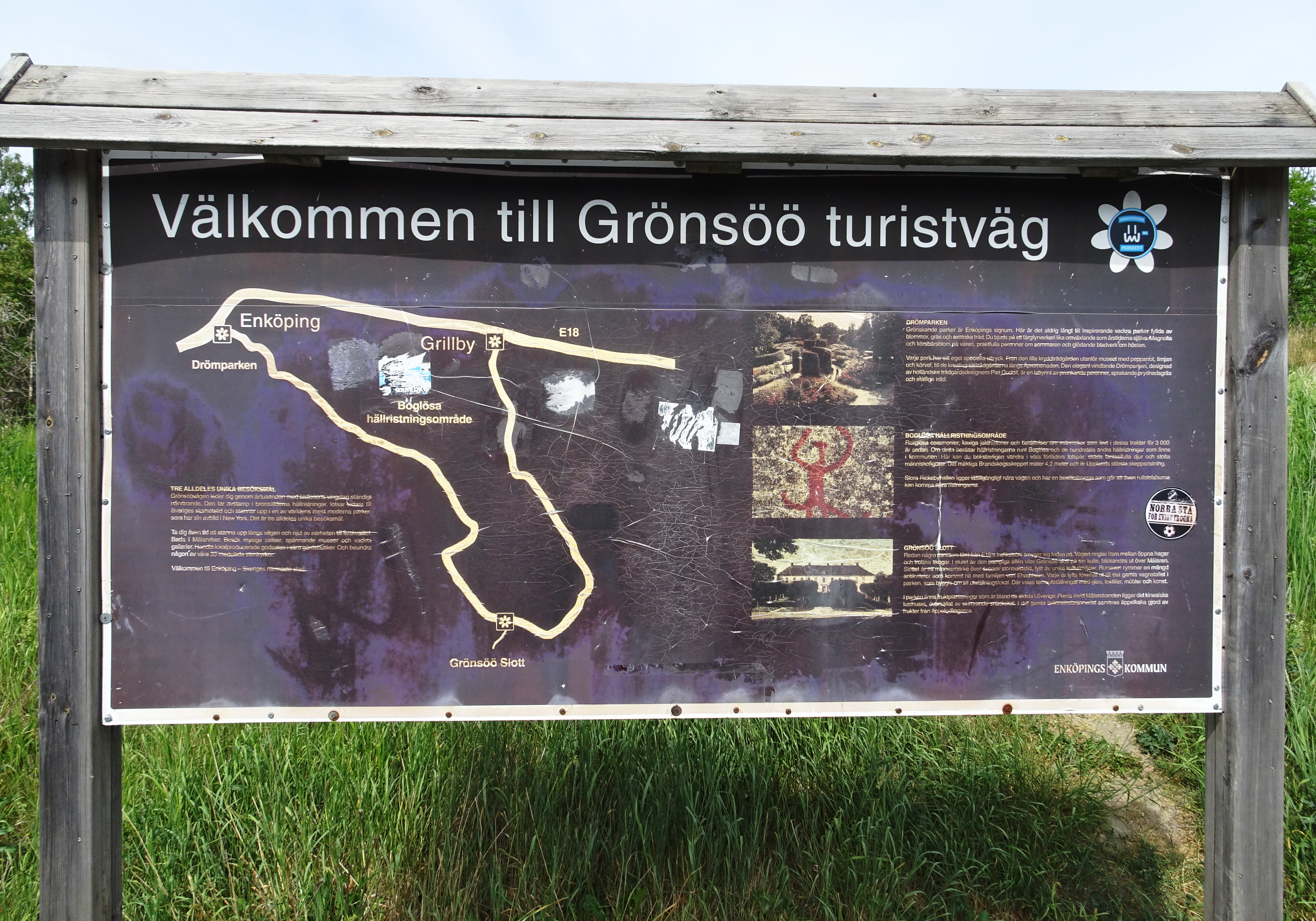
Informationstavla vid Grillby.

Grönsöö turistväg är en av Sveriges 18 officiella turistvägar. Vägen sträcker sig i en slinga mellan Enköping och Grillby söder om E18. "Grönsöövägen" invigdes på sommaren 2009 och är markerad med en vit blomma på brun botten.

## Beskrivning
För att få en väg klassad och skyltad som turistväg krävs vissa attraktionerna längs med vägen som skall vara i det närmaste unika, dessutom skall vägen vara lättframkomlig och den bör fungera som en alternativ väg till en annan möjlig rutt. Grönsöö turistväg sammanlänkar några intressanta sevärdheter såsom Drömparken i Enköping, Boglösa hällristningsområde vid Boglösa kyrka med bland annat Brandskogsskeppet och längst i söder Grönsöö slott på ön Grönsö som gav vägen sitt namn. Längs vägen finns, förutom de nämnda sevärdheterna, även ett trettiotal medeltida stenkyrkor samt kaféer, museer, gallerier och gårdsbutiker.